# Радзанув (гміна, Білобжезький повіт)
Гміна Радзанув (пол. Gmina Radzanów) — сільська гміна у центральній Польщі. Належить до Білобжезького повіту Мазовецького воєводства.
Станом на 31 грудня 2011 у гміні проживало 3916 осіб.

## Площа
Згідно з даними за 2007 рік площа гміни становила 82.59 км², у тому числі:
- орні землі: 81.00%
- ліси: 13.00%

Таким чином, площа гміни становить 12.92% площі повіту.

## Населення
Станом на 31 грудня 2011:
| Опис     | Загалом | Загалом | Чоловіки | Чоловіки | Жінки | Жінки |
| -------- | ------- | ------- | -------- | -------- | ----- | ----- |
| одиниця  | осіб    | %       | осіб     | %        | осіб  | %     |
| все      | 3916    | 100     | 1979     | 50.54    | 1937  | 49.46 |
| міське   | 0       | 100     | 0        |          | 0     |       |
| сільське | 3916    | 100     | 1979     | 50.54    | 1937  | 49.46 |

## Сусідні гміни
Гміна Радзанув межує з такими гмінами: Білобжеґі, Висьмежиці, Потворув, Пшитик, Стара Блотниця.